# Els Falcons
Els Falcons és un poble disseminat del terme municipal de Penelles (Noguera). El 2019 tenia 5 habitants. Està situat a dos quilòmetres al sud-est del nucli de Penelles.